# 20793 Ґолдінаарон
20793 Ґолдінаарон (20793 Goldinaaron) — астероїд головного поясу, відкритий 24 вересня 2000 року.
Тіссеранів параметр щодо Юпітера — 3,391.